# 多田一彦
多田 一彦（ただ かずひこ、1958年7月1日 - ）は、日本の政治家。岩手県遠野市長（1期）。行政書士。

## 来歴
岩手県遠野市出身。1977年岩手県立遠野高等学校卒。高校時代はサッカー部で、全国大会出場を経験した。1981年青山学院大学法学部卒。同年遠野市役所勤務。その後、市役所を退職し、首都圏の会社に勤務する。遠野市と宮守村の合併後に「宮守ブロイハウス、コテージランドかしわぎ」を運営する柏木平レイクリゾート(株)の代表取締役社長に就任し、その経営に当たる。2011年3月の東日本大震災により、NPO法人「遠野まごころネット」を結成し、理事として活動する。
2017年の遠野市長選挙に立候補したが、現職の本田敏秋との一騎打ちに敗れ落選した。
2021年の遠野市長選挙に立候補し、元会社役員を破って当選した。